# Acmeshachia gigantea
Acmeshachia gigantea är en fjärilsart som beskrevs av Henry John Elwes 1890. Acmeshachia gigantea ingår i släktet Acmeshachia och familjen tandspinnare. Inga underarter finns listade i Catalogue of Life.

## Bildgalleri

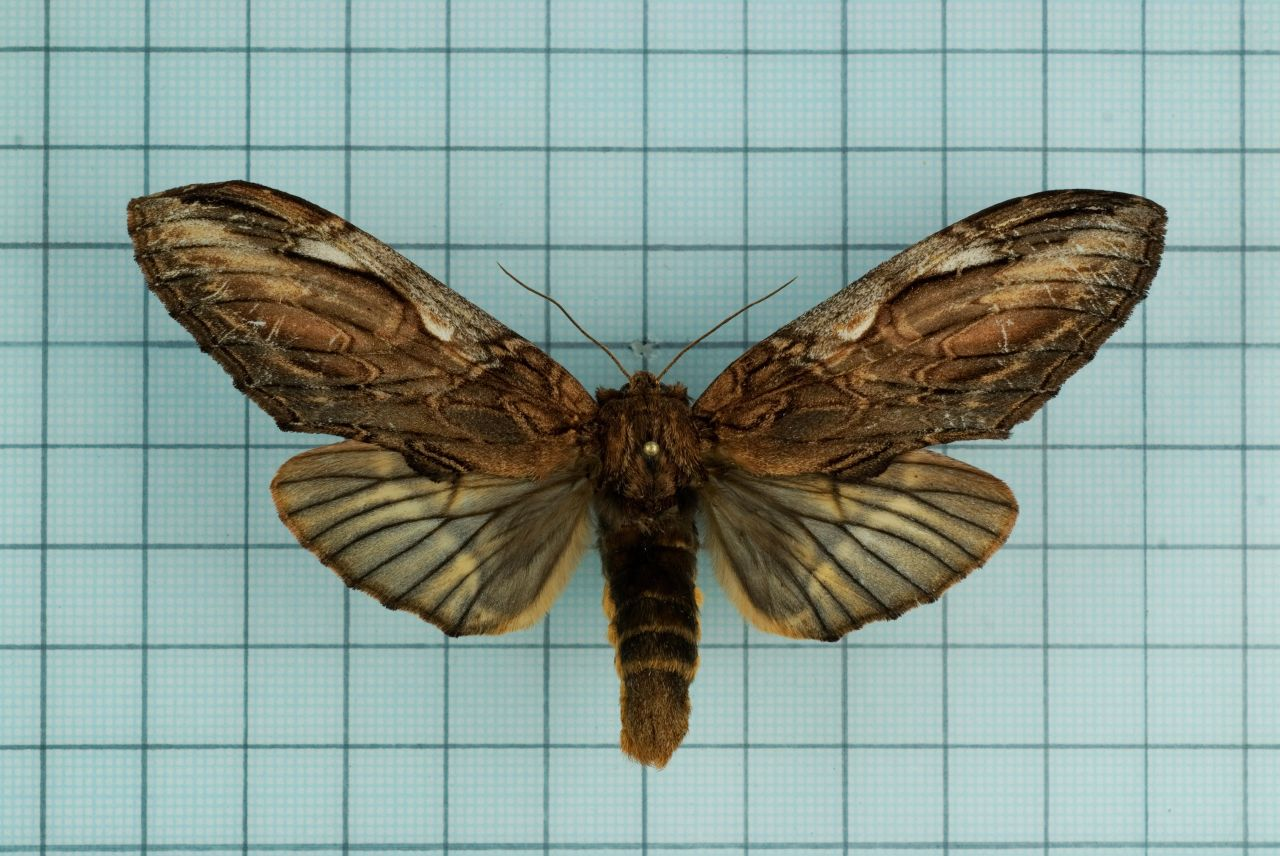
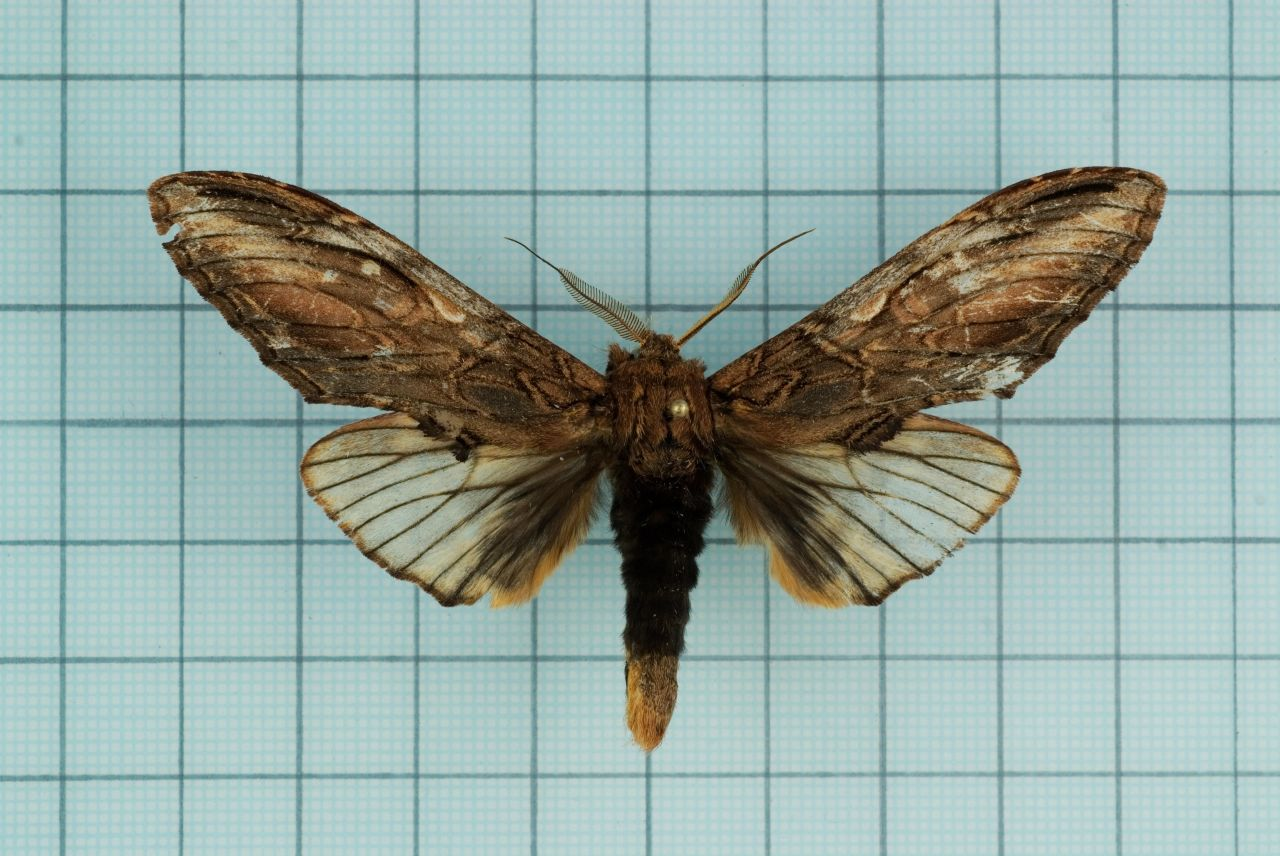
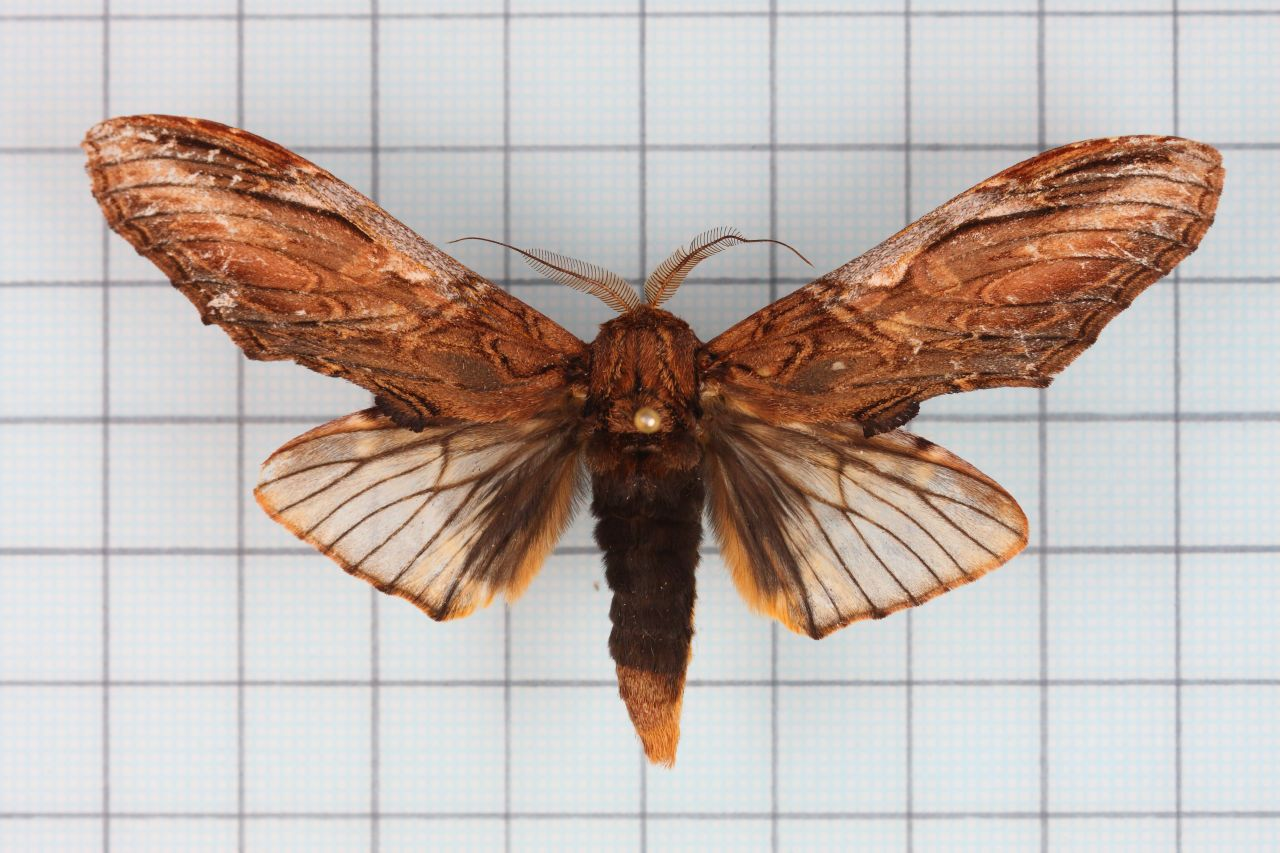